# ديفيد ليمبيرسكي
ديفيد ليمبيرسكي (بالتشيكية: David Limberský)‏ (مواليد 6 أكتوبر 1983 في بلزن، تشيكوسلوفاكيا) لاعب كرة قدم تشيكي يجيد اللعب في مركز الظهير الأيسر ويلعب حاليا في نادي فيكتوريا بلزن التشيكي منذ 2008.

## روابط خارجية
- ديفيد ليمبيرسكي على موقع الاتحاد الدولي (مؤرشف)  (الإنجليزية)
- ديفيد ليمبيرسكي على موقع الاتحاد الأوربي (الإنجليزية)
- ديفيد ليمبيرسكي على موقع الاتحاد التشيكي (الإنجليزية)
- ديفيد ليمبيرسكي على موقع قاعدة بيانات كرة القدم.إي يو (الإنجليزية)
- ديفيد ليمبيرسكي على موقع ناشيونال فوتبول تيمز (الإنجليزية)
- ديفيد ليمبيرسكي على موقع Soccerway.com (الإنجليزية)
- ديفيد ليمبيرسكي على موقع عالم كرة القدم.نت (الإنجليزية)
- ديفيد ليمبيرسكي على موقع AS.com (الإسبانية)